# Publi Servili Glòbul
Publi Servili Glòbul (llatí: Publius Servilius Globulus) va ser un polític romà del segle i aC. Formava part de la gens Servília.
Va ser tribú de la plebs l'any 67 aC. Quan un dels seus col·legues, Gai Corneli, va presentar una llei per la qual ningú no podia ser exclòs de les obligacions que marcaven les lleis, sense sanció popular, va veure que això disminuïa el poder del senat i en va obstaculitzar la presentació. Quan Corneli va acabar el mandat va ser acusat de majestas (traïció), i Publi Servili va testificar a favor seu.
Després va ser procònsol d'Àsia del 65 aC al 64 aC.